# 아만시오 아마로
아만시오 아마로 바렐라(스페인어: Amancio Amaro Varela, 1939년 10월 16일 ~ 2023년 2월 21일)는 흔히 아만시오(스페인어: Amancio)로 알려진 스페인의 전 축구 선수이다. 마법사 (El Brujo) 라는 별칭을 지닌 그는 데포르티보, 레알 마드리드, 그리고 스페인 국가대표팀에서 우측 외곽 미드필더로 활약했다.

## 클럽 경력

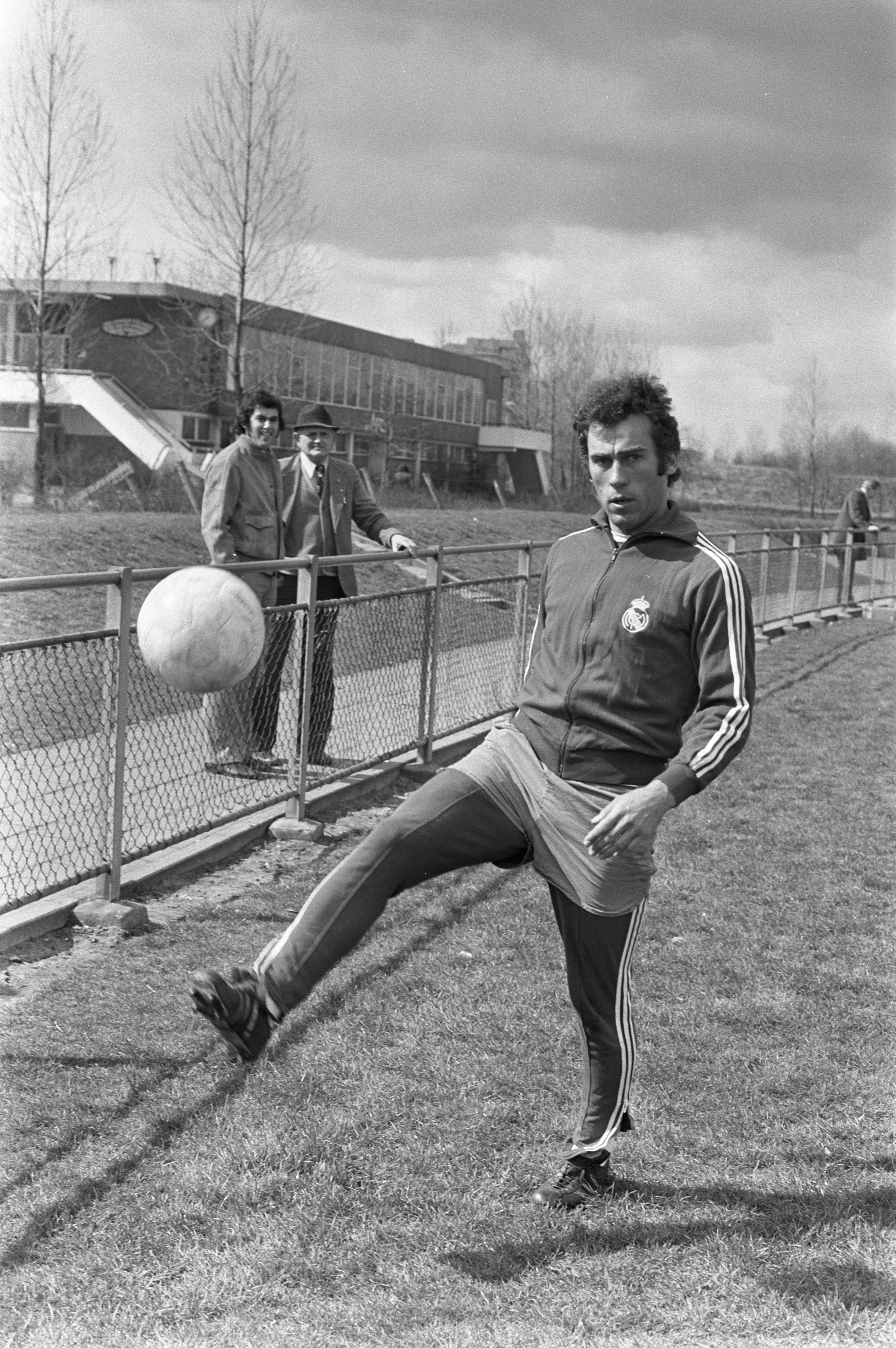
1973년에 촬영된 아만시오

### 초기 경력
아만시오 아마로는 15세의 나이에 산타 루시아 구 연고의 빅토리아에서 축구를 시작했다. 1958-59 시즌, 그는 당시 스페인 2부 리그에 소속된 데포르티보에 합류했다. 데포르티보가 1부 리그 승격에 성공하자, 아만시오는 주요 구단들의 관심을 받게 되었고, 레알 마드리드가 그에게 제의했다.

### 레알 마드리드

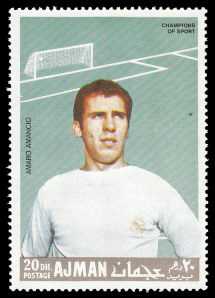
1968년, 아지만 우표의 아마로

아만시오의 레알 마드리드행에 큰 공헌을 한 사람은 산티아고 베르나베우 예스테로, 그의 꾸준한 제의 끝에 천문학적인 거액을 들여 이적을 성사시킬 수 있었다.
1962년 6월, 아만시오가 레알 마드리드에 입단한 같은 시기, 이그나시오 소코, 뤼시앙 뮈예르, 그리고 얀코 다우치크도 신입생으로 들어왔다. 그가 입단한 시절에 선수단은 재건에 들어간 상태였는데, 전 세대의 선수단은 스페인과 유럽대항전에서 정상을 휩쓸었었다. 아만시오는 안더레흐트전을 시작으로 유럽대항전 신고식을 치렀고, 산티아고 베르나베우에서 벌어진 이 경기는 3-3 무승부로 끝났다. 리그 신고식은 베티스와의 세비야 원정에서 치렀는데, 레알 마드리드가 5-2로 이겼다.
1963-64 시즌, 아만시오의 레알 마드리드는 유러피언컵 결승전에 올랐으나, 애석하게도 인테르나치오날레에 1-3으로 패했다. 그 다음 시즌 더 안타까운 일이 벌어졌는데, 젊은 마드리드 선수단은 벤피카와의 8강전에서 패해 탈락했다. 그 다음 시즌, 마드리드는 마침내 성공을 맛보았는데, 미겔 무뇨스는 선수단에 피리, 벨라스케스, 마누엘 산치스 마르티네스, 그리고 그로소를 합류시켰다. 이로써 "예-예"로 알려진 선수단이 결성되었다. 탄탄한 후방을 구축하고, 막강한 공격진을 지닌 마드리드는 또다시 결승전에 올라, 이번에는 파르티잔을 상대했다. 1966년 5월 11일, 브뤼셀의 헤이젤에서 열린 이 경기에서, 아만시오는 두 번째이자 자신의 마지막 유러피언컵 결승전에 출전했다. 파르티잔의 벨리보르 바소비치가 선제골을 넣어 먼저 앞서나갔다. 아만시오는 경기 종료 20분을 남겨놓고 동점골을 기록해 승부를 원점으로 돌렸는데, 전매특허의 패스를 받아낸 후, 수비진을 속이고 유고슬라비아 수문장 밀루틴 쇼슈키치 골키퍼를 넘기는 슛으로 깔끔히 마무리했다. 5분 후, 동료 세레나가 30미터 지점에서 강력한 슛을 날려 승부에 마침표를 찍었다. 이는 아만시오가 차지한 단 한번의 유러피언컵이었다. 그는 마드리드에서 보낸 첫 6시즌에 6번의 라 리가를 우승하는 대기록을 세웠다. 이후, 그는 3번 더 리그 우승을 거두어 총 9번 리그를 우승했다. 그는 1968-69 시즌과 1969-70 시즌의 피치치 주인공이 되기도 했다.
레알 마드리드의 선수로서 아만시오는 국제적인 명성을 얻어 FIFA에 의해 세계 최고의 선수단 일원이 되는 영예를 안았다.
아만시오는 1976년에 은퇴한 후 레알 마드리드의 감독진에 합류했다.

## 국가대표팀 경력
아만시오는 스페인 국가대표팀 선수로 42경기에 출전했고, 처음 출전한 경기의 상대는 루마니아였다. 스페인 국가대표팀 일원으로 아만시오가 거둔 최고의 업적은 1964년 유러피언 네이션스컵 우승으로, 결승전에서 전 대회 우승국 소련을 2-1로 이겼다.

### 국가대표팀 득점 기록
| #   | 날짜             | 경기장                                | 상대         | 점수 | 최종 결과 | 대회                              |
| --- | ---------------- | ------------------------------------- | ------------ | ---- | --------- | --------------------------------- |
| 1.  | 1963년 5월 30일  | 산 마메스, 빌바오, 스페인             | 북아일랜드   | 1–0  | 1–1       | 1964년 유러피언 네이션스컵 예선전 |
| 2.  | 1964년 3월 11일  | 라몬 산체스 피스후안, 세비야, 스페인  | 아일랜드     | 1–0  | 5–1       | 1964년 유러피언 네이션스컵 예선전 |
| 3.  | 1964년 3월 11일  | 라몬 산체스 피스후안, 세비야, 스페인  | 아일랜드     | 3–1  | 5–1       | 1964년 유러피언 네이션스컵 예선전 |
| 4.  | 1964년 6월 17일  | 산티아고 베르나베우, 마드리드, 스페인 | 헝가리       | 2–1  | 2–1       | 1964년 유러피언 네이션스컵        |
| 5.  | 1966년 7월 15일  | 힐즈버러, 셰필드, 잉글랜드            | 스위스       | 2–1  | 2–1       | 1966년 FIFA 월드컵                |
| 6.  | 1968년 2월 28일  | 라몬 산체스 피스후안, 세비야, 스페인  | 스웨덴       | 1–1  | 3–1       | 친선경기                          |
| 7.  | 1968년 2월 28일  | 라몬 산체스 피스후안, 세비야, 스페인  | 스웨덴       | 2–1  | 3–1       | 친선경기                          |
| 8.  | 1968년 5월 8일   | 산티아고 베르나베우, 마드리드, 스페인 | 잉글랜드     | 1–0  | 1–2       | UEFA 유로 1968 예선               |
| 9.  | 1969년 4월 30일  | 캄 노우, 바르셀로나, 스페인           | 유고슬라비아 | 1–0  | 2–1       | 1970년 FIFA 월드컵 예선전         |
| 10. | 1969년 10월 15일 | 호세 안토니오, 라 리네아, 스페인      | 핀란드       | 5–0  | 6–0       | 1970년 FIFA 월드컵 예선전         |
| 11. | 1972년 10월 19일 | 인술라르, 라스팔마스, 스페인          | 유고슬라비아 | 1–0  | 2–2       | 1974년 FIFA 월드컵 예선전         |

## 감독 경력
은퇴 후, 아만시오는 감독직으로 인생의 2막을 시작했다. 그는 시즌 중 레알 마드리드의 유소년부 감독을 맡았다. 한 시즌 후, 그는 감독직에 집중하기로 결정했다. 1982년, 그는 구단의 회장으로 갓 당선된 루이스 데 카를로스에 의해 다시 부름을 받았다.
아만시오는 또다시 카스티야의 지휘봉을 잡았는데, 그의 지도 하의 2년차에 세군다 디비시온 우승을 거두었다. 이 선수단은 부트라게뇨, 미첼, 산치스, 마르틴 바스케스, 그리고 미겔 파르데사가 속한 전설적인 독수리 편대였다.
1984-85 시즌, 그는 1군 감독직을 맡았다. 그러나, 성적이 시원찮자 아만시오는 사표를 냈다. 감독직을 그만둔 후, 아만시오는 레알 마드리드를 떠나 스포츠 용품사 켈미에 취직했고, 마드리드 지역의 홍보를 담당했다.
2000년 7월, 그는 레알 마드리드 회장직과 행정직에 출마했지만, 플로렌티노 페레스가 회장으로 단성되었고, 그에 따라 아만시오는 구단 행정 인사가 되었다. 이를 기점으로, 그는 전 레알 마드리드 선수들과 다양한 분야에서 구단의 직무를 맡았다. 행정 부서는 아만시오가 레알 마드리드 100주년 행사를 조직할 것으로 결정했다.

## 수상

### 클럽
레알 마드리드
- 유러피언컵: 1965–66
- 라 리가: 1962–63, 1963–64, 1964–65, 1966–67, 1967–68, 1968–69, 1971–72, 1974–75, 1975–76
- 코파 델 레이: 1969–70, 1973–74, 1974–75

### 국가대표팀
스페인
- UEFA 유럽 축구 선수권 대회: 1964

### 개인
- 피치치: 1968–69, 1969–70
- 세군다 디비시온 피치치: 1961–62
- 발롱도르 3위: 1964
- UEFA 유럽 축구 선수권 대회의 팀: 1964
- FIFA XI: 1968[1]